# Kaapse grondeekhoorn
De Kaapse grondeekhoorn (Geosciurus inauris) is een knaagdier uit de familie van de eekhoorns.

## Kenmerken
De rugvacht is bruinroze, met op de flanken een witte streep. De buik, snuit en poten zijn eveneens wit. De grote ogen zijn witomrand. De staart heeft zwarte banden aan de top en bij de voet. De lichaamslengte bedraagt 20 tot 30 cm, de staartlengte 18 tot 26 cm en het gewicht 575 gram.

## Leefwijze
Hun voedsel bestaat uit zaden, bollen en wortels, maar ook insecten en vogeleieren staan op hun menu. Deze dieren leven in groepsverband in groepen van 6 tot 10 dieren, soms wel 30.

## Verspreiding
De soort komt voor in droge savanne en subtropisch of tropisch droog struikland in Botswana, Lesotho, Namibië, Zimbabwe en Zuid-Afrika.

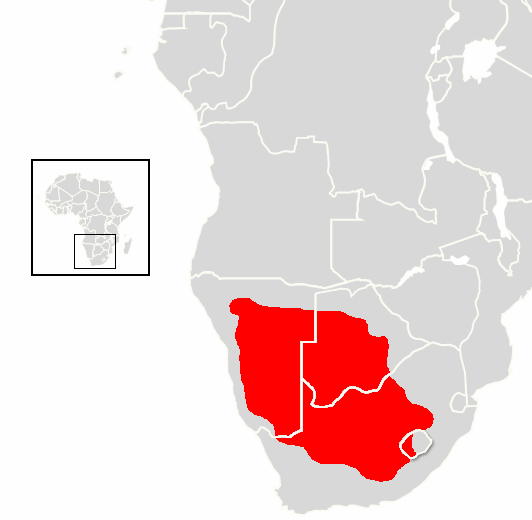
Verspreidingsgebied van de Kaapse grondeekhoorn